# Duffy
Duffy, pseudonimo di Aimée Anne Duffy (Bangor, 23 giugno 1984), è una cantante, compositrice e attrice britannica. Vincitrice di un Grammy Award, ha raggiunto la notorietà a livello globale nel 2008, anno di pubblicazione dell'album di debutto, Rockferry e della hit Mercy. Grazie a ciò ha venduto oltre 13 milioni di copie in tutto il mondo ed è stata riconosciuta nel Regno Unito con tre Brit Awards e un Ivor Novello.
Duffy inizia la sua carriera con la partecipazione ad un talent gallese, grazie al quale pubblica dapprima un EP e successivamente nel 2008 l'album Rockferry, che è stato il più venduto in Regno Unito e quarto nel mondo Dall'album vengono estratti i brani Mercy, Warwick Avenue e Rain on Your Parade.
Dopo aver ottenuto nomine in importanti premiazioni, tra cui MTV Europe Music Award, MTV Video Music Awards e World Music Awards, nel 2010 esce il secondo album in studio Endlessly e la hit Well, Well, Well, decidendo dopo pochi mesi di allontanarsi dalle scene musicali, sebbene avvii una carriera cinematografica recitando nei film Patagonia (2011) e Legend (2015).
Assieme ad Adele e alla scomparsa Amy Winehouse, è considerata una delle esponenti della nuova generazione del soul bianco.

## Biografia e carriera
Nativa della cittadina gallese di Bangor, Duffy cresce a Nefyn, città dove inizia a cantare intorno ai 15 anni. Ha studiato all'Università di Chester.

### 2003-2006: Gli esordi eAimée Duffy
Nel 2003 partecipa a un'audizione per Wawffactor (versione gallese del popolare programma europeo The X Factor), nato sulla scia di Pop Idol, che ha come obiettivo il lancio di nuovi volti per lo star system. Favorita dal pubblico, Duffy arriva soltanto al secondo posto, ma colpisce per il suo stile vocale molto particolare e con influenze soul.
Nel 2004 partecipa a due brani per l'album See You in the Morning dei Mint Royale. Di lì a poco grazie al successo ottenuto dal programma televisivo, Owen Powell dei Catatonia e Richard Partfitt dei 60 ft Dolls presentano la giovane a Jeanette Lee, influente manager musicale nonché comproprietaria dell'etichetta Rough Trade Records. La discografica fa trasferire Duffy a Crouch End, nel cuore di Londra, e organizza l'incontro con Bernard Butler, ex chitarrista dei Suede, che aiuta l'artista nella stesura di alcuni brani. Riesce in questo modo a pubblicare il suo primo EP, Aimée Duffy, da cui vengono estratti i singoli Dim Dealltwriaeth, Hedfan Angel e Cariad Dwi'n Unig.

### 2007-2009:Rockferrye il successo mondiale conMercy

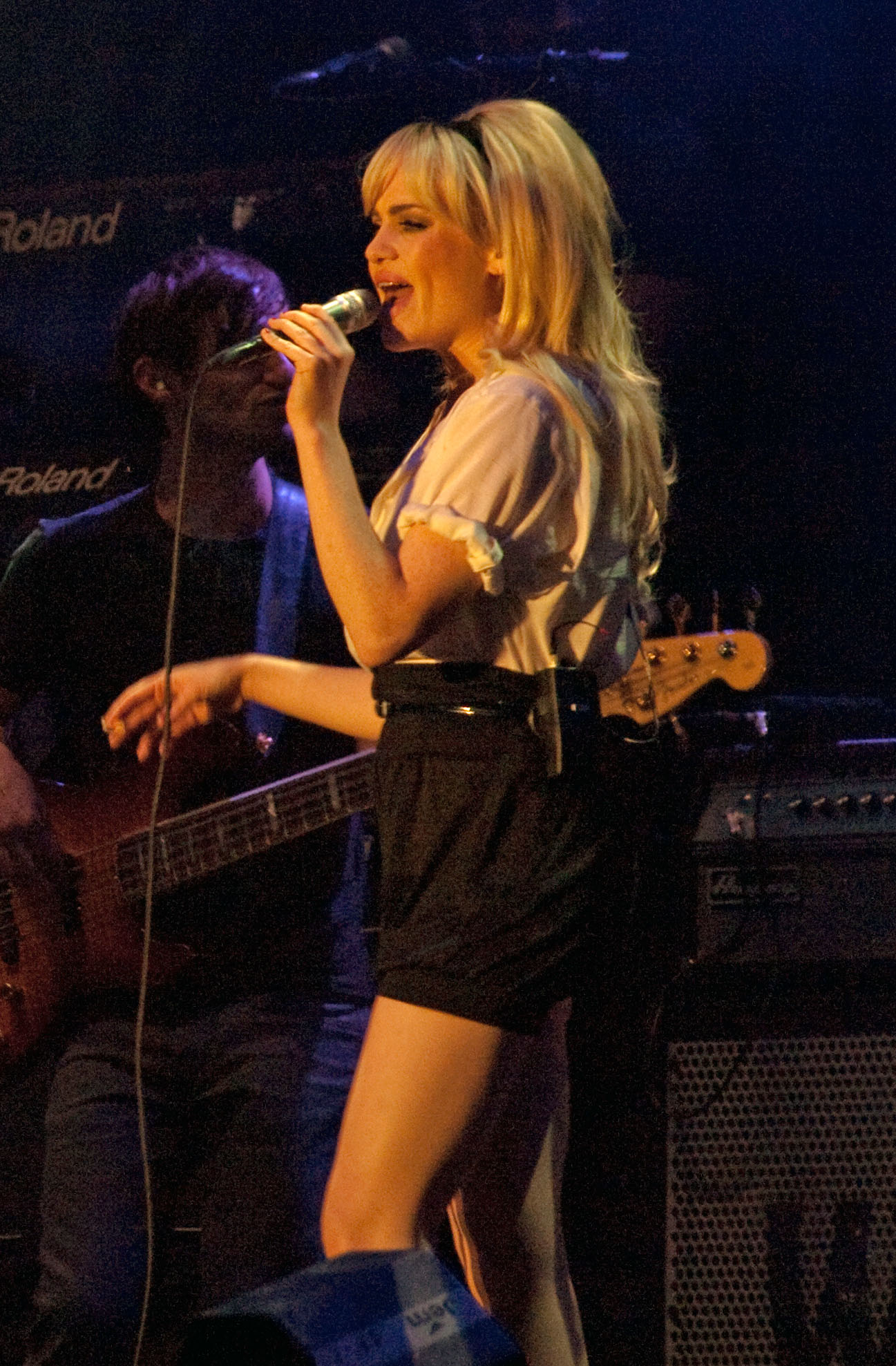
Duffy in una performance nel 2008.

Nel 2007 firma un contratto discografico con la A&M Records, affermando di star lavorando a suo nuovo progetto musicale.  Il 3 dicembre 2007 viene pubblicato il singolo in versione limitata Rockferry solo per il mercato del Regno Unito, riuscendo a debuttare al numero 45 della UK Singles Chart. Il 25 febbraio 2008 viene pubblicato il primo singolo a livello internazionale, Mercy, che riscuote un ampio successo commerciale entrando nelle top10 di ventiquattro classifiche, tra cui la prima posizione nel Regno Unito, Irlanda, Germania, Norvegia, Paesi Bassi e della European Hot 100 Singles. Oltreoceano debutta alla quarta posizione della US Adult Alternative Songs e 27 della Billboard Hot 100, alla posizione 11 della Billboard Canadian Hot 100 ed entra nelle top5 di Giappone e Nuova Zelanda. Vende oltre 2,2 milioni di copie in tutto il mondo, ricevendo la certificzione di platino negli Stati Uniti, Regno Unito ed Australia.
Il singolo è seguito il 3 marzo dello stesso anno dalla pubblicazione dell'album di debutto, Rockferry, che debutta direttamente alla prima posizione della classifica britannica ed irlandese, oltre che alla quarta e terza posizione della Billboard 200 e Canadian Albums Chart promossi nel 2009. Il progetto discografico ottenne ottimi risultati di vendite, con oltre 1 milione e mezzo copie vendute solo nel Regno Unito e ulteriori 3 milioni nel mondo, dove a fine anno risulta essere l'album più venduto nel Regno Unito e quarto globalmente del 2008. Al 2016 l'album ha venduto 9 milioni di copie nel mondo, di cui oltre 2 milioni nel Regno Unito.
Tra il 2008 e il 2009 vengono pubblicati anche alcuni EP: iTunes Live: From London, FNMTV Live, Deluxe EP e altri due singoli: Warwick Avenue che diviene il secondo singolo nella top5 della UK Singles Chart debuttando alla terza posizione ricevendo la certificazione di disco d'oro con 400 000 copie vendute, e Rain on Your Parade, che seguono il successo ottenuto, che arriva alla posizione 15 nel Regno Unito e 10 in Italia.
La cantante, grazie al successo dell'album, guadagna tre candidature ai Grammy Award del 2009, tra cui Best New Artist, e vince nella categoria Best Pop Vocal Album. Inoltre, si aggiudica cinque nomination ai BRIT Awards 2009, trionfando come British Female Solo Artist e British Breakthrough Act,ottenendo inoltre il premio per Best Album. Ottiene inoltre cinque nomine agli MTV Europe Music Awards e due ai World Music Award.

### 2010-2012:Endlessly, debutto come attrice

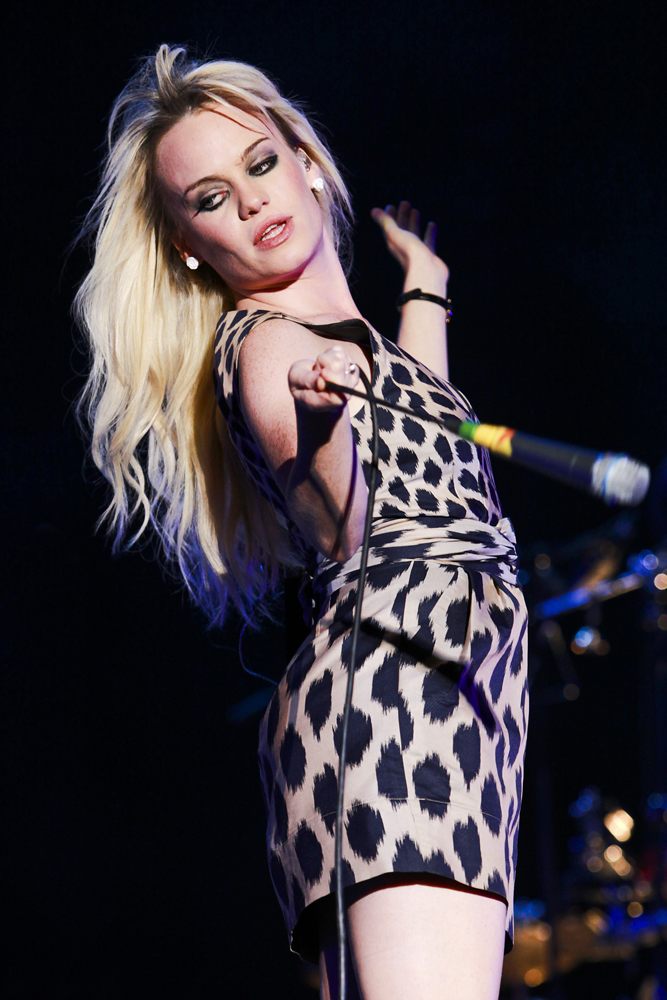
Duffy in concerto al Super Bock Super Rock di Lisbona nel 2009.

Nell'ottobre 2010 Duffy annuncia un nuovo singolo, Well, Well, Well, che riscuote un discreto successo nel Regno Unito, debuttando alla posizione 41 della classifica britannica e ricevendo la certificazione di platino. In Europa raggiunge la posizione 27 della European Hot 100, diviene il terzo Top10 in Italia ed entra nelle classifiche di Germania, Finlandia, Svizzera e Belgio.  Il secondo album in studio, intitolato Endlessly, esce il 29 novembre 2010. Seppur non incontrando lo stesso successo del primo progetto discografico, fa ottenere alla cantante il secondo top10 nella UK Albums Chart, arrivando alla nona posizione ed ottenendo in seguito la certificazione di platino. Al di fuori del Regno Unito entra nelle top10 di Danimarca, Finlandia, Austria e Svizzera, e in numerose altre classifiche europee, riuscendo inoltre a debuttare alla posizione 72 della Billboard 200, 27 nella classifica australiana e 63 di quella canadese. Nel gennaio 2011 è pubblicato come secondo singolo il brano My Boy, che però non ottiene successo commerciale. Nel mese di febbraio la cantante annuncia di volersi prendere una pausa dal mondo della musica prima di iniziare a lavorare sul suo terzo album.
Nel 2010 Duffy debutta inoltre come attrice nel film drammatico Patagonia, diretto da Marc Evans e interpretato da Matthew Rhys. Nel film, che tratta della Y Wladfa, la colonia gallese in Patagonia, Duffy interpreta una giovane studentessa che anima le vacanze britanniche di un ragazzo argentino. La pellicola viene presentata al Seattle International Film Festival il 10 giugno 2010, per poi uscire nelle sale il 4 marzo 2011.
Nel 2015 è comparsa nel film Legend, per il quale ha inciso anche il brano che ne fa da colonna sonora: Whole Lot of Love.

### 2020-presente: ritorno sulla scena musicale
Nel 2020, a distanza di quasi dieci anni dall'ultima apparizione nel contesto musicale, la cantautrice risulta iscritta sotto l'etichetta discografica Universal Music Group. Nel marzo 2020, Duffy ha inviato una canzone inedita, Something Beautiful, a Jo Whiley per il suo show su BBC Radio 2. Duffy ha poi mostrato sui propri profili social il testo di una canzone intitolata River in the Sky nel giugno 2020.

## Filantropia e problemi personali
Durante il periodo adolescenziale, tra i 15 e i 18 anni, come conseguenza alla separazione dei genitori, ha mostrato atteggiamenti di ribellione verso la famiglia, non parlando con la madre, e facendo abuso di alcool.
La cantante ha spesso affermato che dopo il successo riscosso dal suo debutto con Rockferry l'abbia portata a un periodo di confusione sul suo ruolo nel mondo della musica, affermando: «Ho trovato difficile operare nell'industria musicale come donna di 25 anni. Non riuscivo a prendere una decisione perché apparentemente ero molto stanca ed emotivamente svuotata. E per cosa sto facendo il mio lavoro? Non lo faccio per essere adorata o ammirata, per fare soldi o avere successo - lo faccio per fare qualcosa di eccellente.» Ha dichiarato di essere spaventata dal fatto di essere costantemente riconosciuta nelle strade del Regno Unito e di temere di poter essere spersonalizzata, ritenendo di volersi recludere nella propria abitazione, per poi convincersi che grazie al sostegno dei fan possa continuare il suo percorso artistico, anche per rispetto verso di loro. Duffy ha inoltre ribadito, dopo il successo dell'album anche negli Stati Uniti,  che: «Non mi piace come le grandi star americane si considerino un'eccezione all'umanità».
Il 25 febbraio 2020, in un post sul suo account di Instagram, Duffy scrive che era stata «stuprata e drogata e tenuta in ostaggio per alcuni giorni» e che era scomparsa dai riflettori per potersi riprendere, aggiungendo che ora stava bene ma che ci aveva messo del tempo per riprendersi, non menzionando nomi, tempi o luoghi in cui sia avvenuto.
La cantante si è spesso espressa a favore del download illegale della sua musica perché crede che la maggior parte delle persone che lo fanno siano bambini che non possono permettersi i CD e che li compreranno quando invecchieranno.

## Influenze e stile musicale
Duffy ha da sempre affiancato il genere soul e più precisamente il soul bianco, ricevendo comparazione dai critici musicali inglesi alle altre due artiste britanniche soul Adele e Amy Winehouse, oltre alla cantante R&B/Hip hop Estelle. La cantante durante la promozione del suo primo album negli Stati Uniti ha affermato: «Ogni volta che sono in America, sento che c'è un po' di atmosfera di stupore ed eccitazione che non esiste da nessun'altra parte. E penso che sia perché la musica soul, partendo dall'originaria afroamericana, è fondamentalmente ciò che ha dato inizio alla musica pop».
La cantante ha citato Marvin Gaye, Phil Spector e la band canadese Arcade Fire come influenze musicali.

## Discografia

### Album
- 2008 – Rockferry
- 2010 – Endlessly

## Filmografia

### Cinema
- Patagonia, regia di Marc Evans (2010)
- Legend, regia di Brian Helgeland (2015)

## Riconoscimenti
- MOJO Awards
  - 2008 – Song Of The Year per Mercy
  - 2008 – Candidatura per Album Of The Year per Rockferry

- Vodafone Live Music Awards
  - 2008 – Candidatura per  Best Female

- Q Awards
  - 2008 – Breakthrough Act
  - 2008 – Candidatura per Best Track per Mercy

- MTV Video Music Awards
  - 2008 – Candidatura per Best UK Video per Warwick Avenue

- MTV Europe Music Awards
  - 2008 – Candidatura per Album of the Year per Rockferry
  - 2008 – Candidatura per Most Addictive Track per Mercy
  - 2008 – Candidatura per New Act

- MOBO Awards
  - 2008 – Candidatura per Best UK Female

- UK Nickelodeon Kids' Choice Awards
  - 2008 – Candidatura per Best Singer

- Premios 40 Principales
  - 2008 – Candidatura per Best Non-Spanish International Song per Mercy

- World Music Awards
  - 2008 – Candidatura per Best Selling Pop/Rock Female Artist
  - 2008 – Candidatura per Best Selling New Artist

- Urban Music Awards
  - 2008 – Candidatura per Best Neo Soul Act
  - 2008 – Candidatura per Most Inspiring Act

- UK Festival Awards
  - 2008 – Candidatura per Festival Pop Act
  - 2008 – Candidatura per Best Newcomer Awards

- Music Producers Guild Awards
  - 2008 – Candidatura per Single of the Year per Mercy
  - 2008 – Candidatura per U.K. Album of the Year per Rockferry

- Grammy Awards
  - 2009 – Candidatura per Best New Artist
  - 2009 – Candidatura per Best Female Pop Vocal Performance per Mercy
  - 2009 – Best Pop Vocal Album per Rockferry

- Echo Music Awards
  - 2009 – Candidatura per Best International Female Artist Rock/Pop

- Brit Awards
  - 2009 – Best British female
  - 2009 – Candidatura per Best British single per Mercy
  - 2009 – Candidatura per Best British album per Rockferry
  - 2009 – Candidatura per Best British breakthrough act
  - 2010 – Candidatura per BRITs Album of 30 Years per Rockferry

- NRJ Music Awards
  - 2009 – Candidatura per International Revelation of the Year
  - 2009 – Candidatura per International Album of the Year per Rockferry

- Meteor Ireland Music Awards
  - 2009 – Candidatura per Best International Female

- Royal Horticultural Society
  - 2009 – Candidatura per Flower Named for Duffy

- Ivor Novello Awards
  - 2009 – Candidatura per PRS for music most performed work per Mercy
  - 2009 – Candidatura per Best selling British song per Mercy
  - 2009 – Candidatura per Album Award per Rockferry

- MTV Video Music Awards Japon
  - 2009 – Candidatura per Best New Artist in a Video per Mercy

- BMI Pop Awards 2009
  - 2009 – Candidatura per Mercy

- Glamour Women of the Year 2009
  - 2009 – Candidatura per Best UK Solo Artist